# 有沢澪風
有沢 澪風（ありさわ みふう、2000年6月1日 - ）は、日本の女性声優。神奈川県出身。スターダストプロモーション所属。
元3B junior、元はちみつロケットのメンバー「澪風」として活動（2013年 - 2020年）。

## 略歴

### 2013年
- 品川ステラボールにて行われた3B juniorのオーディション（第一審査）を栗本柚希、中原咲耶、葉月智子、小島はな、市川優月、鈴木萌花、播磨怜奈らとともに受け合格[1]。

### 2014年
- 10月29日 - はちみつロケット結成。

- 11月9日 - 初のブログを投稿[2]。
- 11月24日 - 国際フォーラムにて行われたももいろクローバーZ「女祭り2014～Ristorante da MCZ」男性限定ライブビューイングのオープニングアクトに3B juniorとして出演[3]。

### 2015年
- 1月8日 - スターダストプロモーション芸能3部による、『ふじいとヨメの7日間戦争』にて、3B junior初となる単独公演『俺の3B junior in 日本青年館（スタート）』に出演[4]。
- 6月6日 - 3B junior 第4回定例公演（西武園ゆうえんち）第3部のお誕生日会にて「金曜日のおはよう」を歌唱[5]。

### 2016年
- 6月11日 - はちみつロケット50本勝負ライブvol.17 「澪風のティーパーティー～不思議の国のお誕生日会」（イマジンスタジオ）にて「センチメンタルジャーニー」（松本伊代）を歌唱[6]。
- 9月5日 - 「3B junior初！！高校生だけのナイトLIVE」（シアターグリーンBASE THEATER）にて「夢見る少女じゃいられない」（相川七瀬）を歌唱[7]。
- 12月14日 - 「3B juniorナイト」（シアターグリーンBIG TREE THEATER）にて「Ring-a-Ding-Dong」（木村カエラ）を歌唱[8]。

### 2017年
- 3月9日 - ももいろクローバーZ 高城れに ソロコンサート「まるごとれにちゃん」（神奈川県立県民ホール）にバックダンサーとして出演。憧れの先輩とソロコンサートでの共演を果たす。ステージ上で高城れに本人から感想を聞かれ「二代目高城れにさんを目指す」と宣言[9]。
- 9月30日 - 3B junior 秋の収穫祭「3B juniror秋の夜長の音ナイト」にて栗本柚希、斎藤夏鈴の2000年生まれ組と共に「SEASONS」（浜崎あゆみ）を歌唱[10]。
- 10月9日 - 3B junior スタンプカード感謝祭『わたしの十八番（おはこ）んさーと！大カラオケ大会』にて「男女」（太郎）を振り付きで歌唱[10]。

### 2018年
- 2月4日 - 「3B junior やるっきゃないっショー」（日テレらんらんホール）をもって3B juniorから無期限武者修行に出る[11]。
- 3月7日 - はちみつロケットとしてポニーキャニオンより、「はちみつロケット～黄金の七人～」（1stシングル）、「おかしなわたしとはちみつのきみ」（2ndシングル）、2枚同時リリースでメジャーデビューを果たす[12]。

- 3月31日 - はちロケFRESH（澪風、公野舞華、塚本颯来、播磨怜奈、森青葉の5人）のライブ「澪乃風」（Future SEVEN）をプロデュース。開場中の曲やセットリスト、ライブ中の演出等を自身が中心に決めた[13]。
- 6月2日 - 18歳の誕生日翌日、3ｒｄシングルリリースイベント1日目（ダイバーシティ東京プラザ）にて初音ミクのコスプレ「初音ミフ」として『「千本桜」を踊ってみた』を披露[14]。
- 6月7日 - 坂崎幸之助のももいろフォーク村NEXT（フジテレビNEXT）にて、れにちゃんず（ももいろクローバーZ 高城れに、チームしゃちほこ 大黒柚姫、たこやきレインボー 春名真依、ときめき宣伝部 小泉遥香、はちみつロケット 澪風）の一員として「希望の向こうへ」を歌唱[15]。
- 6月30日 - 3rdシングルリリースイベント「はちロケと平成最後の夏優勝しようツアー」(ららぽーと豊洲)の特典会で「クイズ王 澪風」として○×クイズ大会を行った[16]。
- 7月28日 ‐ STARDUST PLANET初の夏ライブイベント「夏S」（メットライフドーム）。アニソン好きユニット「七福みゅ～ず」で、真山りか（私立恵比寿中学）、大黒柚姫（チームしゃちほこ）、根岸可蓮（たこやきレインボー）、椎名るか（ロッカジャポニカ）、斎藤夏鈴（3B junioir/マジェスティックセブン）、田中咲帆（CROWN POP）と共に出演。衣装イメージは布袋尊。ユニット曲は「フクキタルン」(作詞・作曲・編曲：浅野尚志)[17]
- 8月8日 - はちみつロケット、3rdシングル「花火と漫画とチョコと雨」をリリース[12]。
- 8月15日 - 3rdシングル「花火と漫画とチョコと雨」がORICONウィークリーチャート第８位を獲得[12]。
- 9月23日 - はちみつロケットメジャーデビュー後、初ライブ「はちみつロケット 1st ワンマンライブ H.R.HONEY♪～明日何してる？渋谷に行こうよ！～」を渋谷SOUND MUSEUM VISIONにて開催[12]。
- 10月27日 - ハロウィンイベント～おかしなわたしとハロウィンのきみ～（白夜書房）において、銀魂・今井信女の仮装で「禁断のカルマ」（私立恵比寿中学）を歌唱[18]。
- 10月31日 - ニコニコ動画にて、みふみふ動画「Mrs.pumpkinの滑稽な夢」(ハチ)の踊ってみた動画を初投稿[19]。
- 11月3日 - 3B juniorラストライブとなる「Cell Division～細胞分裂～」(恵比寿ザ・ガーデンホール)にはちみつロケットとして友情出演。無期限武者修行より帰還すると同時に自身の3B juniorとしての活動も終えた[20]。
- 11月26日・27日 - はちみつロケット、2DAYSライブ「H.R.Black&White～闇のダークフェスティバル～」（DAY1）、「H.R.Black&White～光のスウィートカーニバル～」（DAY2）を渋谷Mt.RAINIER HALLにて開催[12]。

### 2019年
- 1月14日 - スターダストプラネットのライブイベント「初S」(Zepp DiverCity)において「夏S」以来のアニソン好きユニット「七福みゅ～ず」を共演の根岸可蓮と田中咲帆の3人で再結成。再び「フクキタルン」を歌唱した[21]。
- 2月4日 - ニコニコ動画のアカウント「みふみふ動画」にて、「幸せになれる隠しコマンドがあるらしい」が自身初となる再生10000回を突破した。
- 3月20日 - はちみつロケット、4thシングル「忠犬ハチ公」をリリース[22]。
- 4月6日 - はちみつロケット、初Zeppワンマンライブ 「H.R ADVENTURE～はちロケ 春の大冒険！～」をZepp Tokyoにて開催[23]。
- 6月1日 - 19歳の誕生日当日に生誕イベント(プラザマーム)を行った。自身が「金曜日のおはよう」(HoneyWorks)の動画で使用した衣装で登場し、同曲の踊ってみたや、公野舞華との「Checkmate!?」(MICHI)コラボ踊ってみた、ソロで「創聖のアクエリオン」(AKINO)を歌唱、そして同日0時に公開された「すーぱーぬこわーるど」(まふまふ)の踊ってみた、などを披露した[24]。
- 6月16日 - 前週6/8に雨宮かのんが卒業し、はちみつロケットのSEASON2として6人での再スタートとなるライブ(恵比寿ガーデンルーム)を行った。そこでこれまでのイメージを一新する赤く染めた髪で登場しファンを驚かせた[25]。
- 6月22日 - 6月1日の生誕イベントに続いて自身のプロデュースによる「生誕ライブ」(白夜書房)を行った。自らがデザインしたドレスで登場し、公野舞華とのコラボによる「おねがいダーリン」や、再びソロで「創聖のアクエリオン」を歌唱するなどした[26]。
- 7月24日 - ニコニコ動画のアカウント「みふみふ動画」にて、自身初のWEBラジオ「みふみふラジオ」を公開した[27]。
- 8月24日 - ＠JAM EXPO 2019(横浜アリーナ)において、元ベイビーレイズJAPAN高見奈央のコラボステージにはちみつロケットから単独で出演[28]。
- 10月14日 - アリオ川口でのリリースイベントで初披露された楽曲「Yeehaw!」で、はちみつロケットの曲で初めて落ちサビを任されることとなった[29]。
- 10月30日 - ニコニコ動画アカウント「みふみふ動画」、踊ってみた投稿1周年を記念して自身初のニコニコ生放送による「みふみふラジオ」の配信を行った[30]。
- 11月20日 - はちみつロケット、5thシングル「ROCKET FUTURE]をリリース。カップリング曲「NO ANSWER!」は澪風がメインボーカルとして全編を歌った。
- 11月28日 - 単独で出演した下北FM「DJ Tomoaki's Radio Show!」において「NO ANSWER!」をソロで初披露。
- 11月30日 - ららぽーと柏の葉におけるリリースイベントで「NO ANSWER!」をはちみつロケットとしてライブ初披露。

### 2020年
- 1月19日 - スタプラアイドルフェスティバルに、はちみつロケットとして出演。
- 4月26日 - ネット配信のラストライブで、はちみつロケット解散。
- はちみつロケットの解散後、声優への道を進むこととなった[31]。
- 6月11日 - スターダストプロモーション声優部所属としてプロフィールを更新[32]。
- 6月15日 - 再度プロフィールを更新し、「有沢 澪風」として活動を開始。
- 7月19日 - YouTubeチャンネル『スタダ声優部公式channel』開設記念生放送配信(MC：小山百代)にゲスト出演[33]。
- 10月7日 - Twitter個人アカウントを開設[34]。
- 11月8日 - 爆走おとな小学生による舞台「初等教育ロイヤル」に出演することが発表された（小学2年生「伊藤さん」役）[35]。
- 12月6日 - よみうりランド日テレらんらんホールにて、延期となっていたはちみつロケット解散ライブを行う。
- 12月25-27日 - 「初等教育ロイヤル」大阪公演(COOL JAPAN OSAKA TTホール)に出演。

### 2021年
- 1月7-８日 - 出演の「初等教育ロイヤル」東京凱旋公演(シアター1010)が新型コロナウイルス感染症の影響により有観客での公演を中止。アーカイブ配信されることとなった。
- 1月29日 - YouTube スタダ声優部公式channelにて自身の配信番組「澪の語つくし」を初配信[36]。

- 2月27-28日 - 「りーでぃんぐ☆ぱーてぃーvol.9」(コフレリオ新宿シアター)に出演。
- 3月6日 - 「りーぱ♡あふたーとーく＆らいぶ」(四谷Lotus、上記りーでぃんぐ☆ぱーてぃーのアフターイベント)に出演。ライブではソロで「歌舞伎町の女王」(椎名林檎)、ソロおよび鈴木杏奈とのコラボで「ダンシング・ヒーロー」(荻野目洋子)、その他にも「愛が止まらない」(Wink)、「またね」(みきなつみ)を歌唱した[37]。
- 3月17-21日 - 爆走おとな小学生による舞台「コトバノコトバ」(シアターサンモール)に出演予定だったが怪我により降板。代役を事務所の先輩である立沢萌々瑚が務めた[38][39]。
- 5月20日 - 下北FMにて怪我から復帰後初のメディア出演を果たす[40]。
- 7月1-４日 - 朗読劇「魔銃ドナー リーディング・トラックス」(シアターKASSAI)に主演『御船彼岸子』として出演。自身初の主演、座長を務めた[41]。
- 8月18日 - 2回目となるYouTube LIVE「澪の語つくし」を配信。公演を目前に控えた舞台「アサルトリリィ・御台場女学校編」について日付が変わるまで語りつくした[42]。
- 8月20 - 29日 - 「アサルトリリィ・御台場女学校編 The Singular Ability」(紀伊國屋ホール)に出演[43]。
- 10月13 - 17日 - 劇団おねがいシスターズ第10回公演「グッバイ、マザー」(シアターKASSAI)に出演[44]。
- 11月17 ‐ 21日 - メイホリックシアター06 舞台「貘の皮を剥ぐ」(BOX in BOX THEATER)に出演(自身の出演は11月17・19・21日、計5公演)[45]。
- 11月23日 - 舞台『貘の皮を剥ぐ』後夜祭(SIBUYA TAKE OFF 7)に出演[46]。
- 12月1 -5日 - 「アサルトリリィ・私立ルドビコ女学院・御台場女学校」トークショー(中野ザ・ポケット)に出演(自身の出演は12月3日18時半、12月5日11時)[47]。
- 12月21 - 26日 - 爆走おとな小学生第十三回課外授業「ハローハローポピーポピー」(BOX in BOX THEATER)に出演[48]。

### 2022年
- 1月21日 - スマートフォンアプリ「ガールズXバトル2」にて自身初のCVを担当したキャラクター「ヘルメス」が実装[49]。
- 2月17 - 28日 - 舞台「アサルトリリィ・御台場女学校 The Enpathy Phenomenon」(紀伊國屋サザンシアター)に出演[50]。
- 4月10 - 17 - 出演を予定していたアサルトリリィ「リリィコレクション2022 御台場女学校 with 私立ルドビコ女学院」が新型コロナウイルス感染症の影響により全公演中止となった[51]。
- 5月13 - 22日 - 舞台「トレーディングライフ」(シアターアルファ東京)に出演[52]。
- 6月22 - 26日 - 舞台『戦国送球〜バトルボールズ外伝〜天上天下唯我独尊』(シアターサンモール)に出演[53]。
- 7月23日 - 「メイホリックトークショー2022夏」(#chord_)に出演[54]。
- 7月24日 - ワンダーフェスティバル2022[夏](幕張メッセ 国際展示場) アゾンインターナショナルブースにて開催の「御台場女学校トークショー」に出演[55]。
- 7月27日 - 31日 - 爆走おとな小学生第十四回課外授業 朗読劇「なななななな」(シアターサンモール)に出演(自身の出演は7月27・28日　計2公演)[56]。
- 8月24日 - 28日 - 舞台「日之出神社に夜は来ない」(新宿スターフィールド)に出演(自身の出演は8月25・26・27日、計4公演)[57]。
- 9月11日 - 「小山会～初陣～　第2部」(mismatch池袋)に出演。クイズで1位になりソロでカラオケを歌う権利を獲得。「Redo」(鈴木このみ)を歌唱した[58][59]。
- 9月22日 - 「若手女優達がトークしたりするイベント」ネイキッドロフト横浜編 vol.29(Naked Loft Yokohama)に出演[60]。
- 9月23日 - 「メイホリックプチ運動会」(＃chord_)に出演[61]。
- 10月7日 - 10日 - メイホリックシアター10 朗読劇「箱庭同窓会」再演(アトリエファンファーレ高円寺)に出演(自身の出演は10月7・8・10日、計6公演)[62]。
- 12月13日 - 25日 - 「アサルトリリィ・私立ルドビコ女学院・御台場女学校」上映会＆トークショー(中野ザ・ポケット)に出演(自身の出演は12月21日・24日の計2公演)[63]。
- 12月16日 - 25日 - 舞台「レディ・ア・ゴーゴー!! 2022」(中目黒キンケロ・シアター)に出演(自身の出演は12月16・17・19・20・22・23・25日、計9公演)[64]。

### 2023年
- 2月3日 - 12日 - 「アサルトリリィ・御台場女学校-The Battle to Overcome-」(こくみん共済 coop ホール スペース・ゼロ)に出演[65]。
- 2月13日 - 『播磨かな21st anniversaryグッズ』LIVEBUY配信に出演。播磨かなと共演[66]。
- 3月3日 - 5日 - 朗読劇『転生したら大恐竜時代でオワタ。〜ジュラ紀で絶望編〜』(参宮橋トランスミッション)に出演[67]。
- 4月16日 - トークイベント「第一回　オワタ。祭り」に出演[68]。
- 5月6日 - 13日 人狼ザ・ライブプレイングシアター「#48:WITCH III 星降る夢と13人の魔女」(シアターサンモール)に出演[69]。
- 5月25日 - 下北FM「DJ Tomoaki’s Radio Show!」にゲスト出演[70]。
- 6月28日 - 『舞台 アサルトリリィ　私立ルドビコ女学院・御台場女学校　展示会「Lily Memory」』トークショー(渋谷ギャラリールデコ)に出演[71]。
- 6月29日 - 7月2日 - 朗読劇『異世界転生したら大恐竜時代でオワタ。〜氷河期で奮闘編〜』(コフレリオ新宿シアター)に出演[72]。
- 7月8日 - トークイベント「第3回 オワタ。祭り」に出演[73]。
- 8月17日 - 下北FM「DJ Tomoaki’s Radio Show!」にゲスト出演[74]。
- 8月26日 - 27日 - アサルトリリィ「リリィコレクション2023 御台場女学校 with 私立ルドビコ女学院」(大手町三井ホール)に出演[75]。
- 9月13日 - 18日 - Studio K'z 9月公演 舞台「正典・まなつの銀河に雪のふるほし」(シアターKASSAI)に出演[76]。
- 9月28日 - 下北FM「DJ Tomoaki’s Radio Show!」にゲスト出演[77]。
- 10月8日 - 長野県麻績村「月の里収穫祭」に塚本颯来(信州58町村収穫祭大使)、森青葉と共に出演[78]。
- 10月14日 - 長野県大桑村「森の里の秋まつり」に塚本颯来、森青葉と共に出演[79]。
- 10月15日 - 「信州58町村収穫祭めぐりinながの東急百貨店」に塚本颯来、森青葉と共に出演[80]。
- 10月17日 - 29日 - 舞台「アサルトリリィ」上映会＆トークショー(中野ザ・ポケット)に出演(自身の出演は10月17・23日の2公演)[81]。
- 11月8日 - 12日 - メイホリックシアター15 舞台『マジでときめけ⭐︎少女たち！！〜ホシのミライ〜』(CBGKシブゲキ！！)に出演[82]。
- 11月23日 - 長野県豊丘村「道の駅南信州とよおかマルシェ大収穫祭」に塚本颯来、森青葉ともに出演[83]。
- 12月7日 - 10日 - 爆走おとな小学生第十七回課外授業『ミキアカシ』(参宮橋トランスミッション)に出演(自身の出演は12月8・10日、計4公演)[84]。
- 12月28日 - 下北FM「DJ Tomoaki’s Radio Show!」にゲスト出演。

### 2024年
- 1月18日 - 下北FM「DJ Tomoaki’s Radio Show!」にゲスト出演。
- 3月27日 - 31日 - 舞台「魔銃ドナーTestament」(ブディストホール)に出演[85]。
- 4月11日 - 下北FM「DJ Tomoaki’s Radio Show!」にゲスト出演。
- 4月13日 - ライブイベント［MISHIMALIVE♡Vol.1〜みしまちゃんpresents〜］(＃chord_)にゲスト出演[86]。「NO ANSWER!」(はちみつロケット)、「可愛いあの子が気にゐらない」(なるみや)、「愛包ダンスホール」(HIMEHINA)の3曲を歌唱。
- 5月15日 - 26日 - 朗読劇『シアター 』再演（シアター風姿花伝）に出演[87]。
- 5月23日 - 下北FM「DJ Tomoaki’s Radio Show!」にゲスト出演。
- 6月1日 - 『天竺生地』vol.10(バルスタジオ)に出演[88]。
- 6月20日 - 下北FM「DJ Tomoaki’s Radio Show!」にアシスタントMCとして出演。
- 8月1日 - 11日 - 舞台「アサルトリリィ・御台場女学校-The Snowdrop-」(紀伊國屋サザンシアター)に出演[89]。
- 8月31日 - 『天竺生地』vol.12(バルスタジオ)に出演[90]。
- 9月19日 - 23日 - 舞台「終わらない歌を少女はうたう～エターナルメロディー～2024」(シアター風姿花伝)に出演[91]。
- 10月6日 - ライブイベント［MISHIMALIVE♡vol.4］(ブルースクエア四谷)に出演[92]。
- 10月14日 - 『天竺生地』vol.13（バルスタジオ）に出演[93]。
- 11月28日 - 12月1日 - 舞台「月よ女王に嗤え」(六行会ホール)に出演[94]。
- 12月19日 - ライブイベント［MISHIMALIVE♡vol.5］(SHIBUYA TAKE OFF 7)に出演[95]。

### 2025年
- 1月13日 - ライブイベント［MISHIMALIVE♡vol.6］(BUZZ LIVE 渋谷)に出演[96]。
- 1月18日 - 『天竺生地』vol.16(バルスタジオ)に出演[97]。
- 1月30日 - 下北FM「DJ Tomoaki’s Radio Show!」にゲスト出演。

- 2月19日 - 24日 - 舞台「時空警察ヴェッカー1983・改」(ブディストホール)に出演[98]。
- 3月2日 - ライブイベント［MISHIMALIVE♡vol.8］(CHIC HALL SHIBUYA)に出演[99]。
- 3月23日 - ライブイベント［MISHIMALIVE♡vol.9］(＃chord_)に出演[100]。
- 4月12日 - 『天竺生地』vol.17(バルスタジオ)に出演。
- 4月23日 - 27日 - 舞台『ツミビト〜7つと1つの大罪〜』(CBGKシブゲキ!!)に出演[101]。
- 5月5日 - 「みっさっとみんなのぴょん祭り」(BUZZ LIVE 渋谷)に出演。
- 5月8日 - 下北FM「DJ Tomoaki’s Radio Show!」にアシスタントMCとして出演。ライブコーナーではゲストの白河みずなと共に「ロキ」(みきとP)を歌唱。
- 5月24日 - 「おはようエレメンタリー定期ライブvol.2」(BUZZ LIVE 渋谷)に出演。
- 5月25日 - 『天竺生地』vol.19(バルスタジオ)に出演。
- 6月2日 - 自身初のゲーム生配信【初ゲーム配信!25歳になった新人声優『有沢澪風!空気読めるよなァ!?』】を配信[102]。
- 6月14日 - 『わんわん大集合！VOL.5』わんダフルバースデー2025(フォルテ・オクターヴハウス)に出演[103]。
- 7月4日 - 「恋愛疾患特殊医療機 a-xブラスター」ビフォアトークイベント(バルスタジオ)に出演。
- 7月16日 - 20日 - 萬腹企画「恋愛疾患特殊医療機 a-xブラスター」(六行会ホール)に出演[104]。
- 7月25日 - 「恋愛疾患特殊医療機 a-xブラスター」アフタートークイベントに出演。
- 8月10日 - トークイベント『アサルトーーク！！～アサルトリリィを語りつくそう〜』(東京都立産業貿易センター浜松町館)に出演。[105]
- 8月11日 - 「おはようエレメンタリー定期ライブvol.5～みすずちゃん生誕祭～」(BUZZ LIVE 渋谷)に出演。[106]
- 8月26日 - 31日 - 舞台『私立シバイベ女学園』 灼熱の課外授業編(劇場MOMO)に出演。主演「陽向 信愛」役を務める[107]。
- 9月6日 - 『みっさっとみんなのぴょん祭り♡12歳になるんだよ、ね？♡』(CHIC HALL SHIBUYA)に出演。[108]

## 人物

### 趣味
- ダンス、アニメ

### 特技
- 手を使わずに鼻の穴を閉じる[2]
- 二重跳び[109]
- ボカロ曲のボカロP当て[12]

### ダンス
- 「ミフミフ動画」として所属していたはちみつロケット公式ツイッターや自身のブログにてダンス動画を公開していた(出典、リンクは下記の一覧より)
- その後、ニコニコ動画にて「みふみふ動画」名義で踊ってみた動画を公開していた[19]。

| 年     | 日付     | 曲名                                             | アーティスト (楽曲制作者)     | 備考 | リンク  |
| ------ | -------- | ------------------------------------------------ | ----------------------------- | --- | ------- |
| 2018年 | 7月18日  | Tik Tok                                          | Kesha                         | はちみつロケット公式ツイッターにてダンス動画を初投稿                                                                                                   | [ 110 ] |
| 2018年 | 9月10日  | Talk Dirty                                       | Jason Derulo                  | 自身のブログにてダンス動画を公開 | [ 111 ] |
| 2018年 | 10月31日 | Mrs.pumpkinの滑稽な夢                            | ハチ(米津玄師)                | ニコニコ動画にて「みふみふ動画」名義で「踊ってみた」動画を初投稿                                                                                       | [ 19 ]  |
| 2018年 | 11月14日 | 六兆年と一夜物語                                 | kemu                          | みふみふ動画、「踊ってみた」第2弾 | [ 112 ] |
| 2018年 | 11月28日 | [A]ddiction                                      | GigaReol×EVO+                 | みふみふ動画、「踊ってみた」第3弾 | [ 113 ] |
| 2018年 | 12月12日 | 劣等上等                                         | Giga                          | みふみふ動画、「踊ってみた」第4弾 (音源は田中ヒメ＆鈴木ヒナによるカバーバージョンを使用)                                                               | [ 115 ] |
| 2018年 | 12月26日 | ELECT                                            | niki                          | みふみふ動画、「踊ってみた」第5弾 (音源のボーカルはEVO+)                                                                                               | [ 116 ] |
| 2019年 | 1月9日   | 極楽浄土                                         | GARNiDELiA                    | みふみふ動画、「踊ってみた」第6弾 巫女風の衣装でパフォーマンス。                                                                                       | [ 117 ] |
| 2019年 | 1月23日  | 幸せになれる隠しコマンドがあるらしい             | うたたP                       | みふみふ動画、「踊ってみた」第7弾 (音源はショートバージョン) 2019年2月4日、自身初の再生10000回を突破した。                                             | [ 118 ] |
| 2019年 | 2月6日   | 脱法ロック                                       | Neru                          | みふみふ動画、「踊ってみた」第8弾 (音源はそらる×まふまふによるカバーバージョン)                                                                        | [ 120 ] |
| 2019年 | 2月15日  | 金曜日のおはよう-another story-                  | HoneyWorks                    | みふみふ動画、「踊ってみた」第9弾 楽曲に合わせ金曜日の朝に投稿された。 (音源は鎖那によるカバーバージョンを使用)                                        | [ 122 ] |
| 2019年 | 5月22日  | 乙女解剖                                         | DECO*27                       | みふみふ動画、「踊ってみた」第10弾 休止期間を経て再始動。初のオリジナル振付。 (音源は96猫によるカバーバージョン)                                       | [ 124 ] |
| 2019年 | 6月1日   | すーぱーぬこわーるど                             | まふまふ                      | みふみふ動画、「踊ってみた」第11弾 19歳の誕生日当日0時に公開された。猫耳に青のメイド服。                                                               | [ 125 ] |
| 2019年 | 6月14日  | 乙女解剖(練習用)                                 | DECO*27                       | 「踊ってみた」第10弾の固定カメラ＋反転バージョン ダンス練習用として公開された 最後には「おまけ」として『切身解剖』(しゃけみー)に合わせておどける映像も | [ 126 ] |
| 2019年 | 6月22日  | Barbwire                                         | Kristine Elezaj(feat. P Dub） | 番外編 2019年6月22日の自身の生誕イベントにて披露された「踊ってみた」 すべてショートバージョン                                                          | [ 26 ]  |
| 2019年 | 6月22日  | Toxic                                            | Britney Spears                | 番外編 2019年6月22日の自身の生誕イベントにて披露された「踊ってみた」 すべてショートバージョン                                                          | [ 26 ]  |
| 2019年 | 6月22日  | Lucky Strike                                     | Maroon5                       | 番外編 2019年6月22日の自身の生誕イベントにて披露された「踊ってみた」 すべてショートバージョン                                                          | [ 26 ]  |
| 2019年 | 6月22日  | イェイ！イェイ！イェイ！（スマイルプリキュア！） | 吉田仁美                      | 番外編 2019年6月22日の自身の生誕イベントにて披露された「踊ってみた」 すべてショートバージョン                                                          | [ 26 ]  |
| 2019年 | 8月9日   | おちゃめ機能                                     | ラマーズP                     | みふみふ動画、「踊ってみた」第12弾 赤髪になって初めての踊ってみた。重音テトを意識した巻髪ツインテール、衣装で踊っている                                | [ 127 ] |
| 2019年 | 8月23日  | パンダヒーロー                                   | ハチ(米津玄師)                | みふみふ動画、「踊ってみた」第13弾 キャップにツナギを着用 (音源はぐるたみんによる歌ってみた)                                                           | [ 128 ] |
| 2019年 | 10月31日 | ゴーゴー幽霊船                                   | 米津玄師                      | みふみふ動画、「踊ってみた」第14弾 ニコニコ動画初投稿からちょうど1周年の投稿                                                                           | [ 129 ] |
| 2019年 | 11月15日 | 第三次プリン戦争                                 | HoneyWorks                    | みふみふ動画、「踊ってみた」第15弾 自身によるオリジナル振付の第2弾 曲にちなんでエプロン姿で踊っている                                                  | [ 130 ] |
| 2019年 | 12月30日 | スイートマジック                                 | ろん                          | みふみふ動画、「踊ってみた」第16弾 うさぎのもふもふ衣装                                                                                                | [ 131 ] |
| 2020年 | 1月13日  | 威風堂々                                         | 梅とら                        | みふみふ動画、「踊ってみた」第17弾 成人の日当日、ひときわ大人っぽいダンスを公開                                                                        | [ 132 ] |
| 2020年 | 2月14日  | LaLaL危（女ver.）                                | 梅とら                        | みふみふ動画、「踊ってみた」第18弾 バレンタインデー当日に公開 （音源はヲタみんによるカバーバージョンを使用）                                           | [ 133 ] |
| 2020年 | 3月14日  | LaLaL危（男ver.）                                | 梅とら                        | みふみふ動画、「踊ってみた」第19弾 ホワイトデー当日に公開、初めての男装による投稿 （音源はだっくんfeat.いずなによるカバーバージョン使用）              | [ 134 ] |
| 2020年 | 4月16日  | きょうもハレバレ                                 | ゆわりP                       | みふみふ動画、「踊ってみた」第20弾 男性バージョンと女性バージョンを同時収録                                                                            | [ 135 ] |

### ももいろクローバーZ
- 父の影響でももいろクローバーZのファンになり、その後アイドルとしてスターダストプロモーションに所属するきっかけとなった[136]。

### 食べ物
- 好きな食べ物は昆布（その他海藻系全般）[137]。納豆。鬼打ち豆[138]。じゃがいも[139]。ケバブ。

### 飼い猫（のあ&パルフェ＆シェリー）
- 元々は犬派だったが猫を飼い始めたことにより猫派になった[140]。
- のあ
  - 黒猫を飼っている。
  - 名前は「のあ」（フランス語で黒猫の意味を持つノアールに由来）[141]
  - 2013/8/29生まれ[141]
  - おっちょこちょいな性格[141]
  - 好物は納豆とどら焼き[142]
  - 一見黒猫だがブラックスモーク（毛先が黒、根本が白）という毛色[138]
- パルフェ
  - 2017年よりもう一匹猫を飼い始める[143]。
  - 名前は「パルフェ」（フランス語で完璧の意味）[143]
  - 黒白でピンクの鼻と肉球、全部の足に靴下模様と鍵尻尾の持ち主[143]
  - 母の「理想の女の子にゃんこ」とのこと[143]。
- シェリー
  - 2022年より三匹目を飼い始める[144]。
  - 名前は「シェリー」
  - 毛色は三毛

- 先の二匹は共になかなか懐かなかったが、2019年5月時点では構ってくれるようになった[145]。
- 自分から近寄ろうとすると逃げられることが多く、逆に遅刻しそうな時に限って猫の方から近づいてくるとのこと。その結果、実際に遅刻したこともある[146]。

### アイドル(3B junior、はちみつロケット)としての活動
- スターダストプロモーションのアイドルユニット「3B junior」内の1ユニットとして結成されたはちみつロケットで雨宮かのん、華山志歩、公野舞華、塚本颯来、播磨怜奈、森青葉と共に活動していた。
- 2018年2月4日「3B junior やるっきゃないっショー」（日テレらんらんホール）をもって無期限武者修行となり、以降ははちみつロケットでの活動が中心となる。
- 2018年11月3日の3B juniorラストライブ「Cell Division～細胞分裂～」(恵比寿ザ・ガーデンホール)にて無期限武者修行より帰還、同時に3B junior自体の活動終了に伴い自身の3B juniorとしての活動も終えた[20]。
- 2020年4月26日にはちみつロケットは解散、自身のアイドルとしての活動を終了し同時に声優への道を進むこととなった[31]。

## 出演

### アニメ
- 「報われなかった村人A、貴族に拾われて溺愛される上に、実は持っていた伝説級の神スキルも覚醒した」 - クラスメイトの男子B役[147]

### 舞台
- 初等教育ロイヤル（2020年12月25日 - 27日、OSAKA TTホール / 2021年1月7日・8日、シアター1010） - 伊藤さん 役[148]
- アサルトリリィ・御台場女学校編 - 梢・ウェスト 役
  - 「The Singular Ability」（2021年8月20日 - 29日、紀伊国屋ホール）[43]
  - 「The Enpathy Phenomenon」（2022年2月17日 - 28日、紀伊國屋サザンシアター）[50]
  - 「-The Battle to Overcome-」（2023年2月3日 - 12日、こくみん共済 coop ホール スペース・ゼロ）[65]
  - 「-The Snowdrop-」(2024年8月1日 - 11日、紀伊國屋サザンシアター)[89]
- グッバイ、マザー（2021年10月13日 ‐ 17日、シアターKASSAI） - 井上よしこ 役[44]
- 貘の皮を剥ぐ（2021年11月17日・19日・21日、BOX in BOX THEATER） - 能登 役[45]
- ハローハローポピーポピー（2021年12月21日 - 26日、BOX in BOX THEATER） - リリー 役[48]
- トレーディングライフ（2022年5月13日 - 22日、シアターアルファ東京） - 黒瀬史花 役[52]
- 戦国送球〜バトルボールズ外伝〜天上天下唯我独尊（2022年6月22日 - 26日、シアターサンモール） - りりー 役[53]
- 日之出神社に夜は来ない（2022年8月25日 - 27日、新宿スターフィールド） - ゴン 役[57]
- レディ・ア・ゴーゴー!! 2022（2022年12月16日・17日・19日・20日・22日・23日・25日、中目黒キンケロ・シアター） - 蓮美華菫 役[64]
- 人狼 ザ・ライブプレイングシアター #48:WITCH III 星降る夢と13人の魔女（2023年5月6日 - 13日、シアターサンモール） - 魚座 セリーヌ 役[69]
- Studio K'z　9月公演 舞台「正典・まなつの銀河に雪のふるほし」(2023年9月13日 - 18日、シアターKASSAI) - アンナ・クリストフ役[76]
- 『マジでときめけ⭐︎少女たち！！〜ホシのミライ〜』(2023年11月8日 - 12日、CBGKシブゲキ！！) - 辛子ぴり子役[149]
- 『ミキアカシ』(2023年12月8日・10日、参宮橋トランスミッション) - 佐倉役[84]
- 舞台「魔銃ドナーTestament」(2024年3月27日 - 31日、ブディストホール) - ニュークス役[85]
- 舞台「終わらない歌を少女はうたう～エターナルメロディー～2024」(2024年9月19日 - 23日、シアター風姿花伝) - 真野 朝美役[91]
- 舞台「月よ女王に嗤え」(2024年11月28日 - 12月1日、六行会ホール) - ボニー役[94]
- 舞台「時空警察ヴェッカー1983・改」(2025年2月19日 - 24日、ブディストホール) - 古池純子役[98]
- 舞台『ツミビト〜7つと1つの大罪〜』(2025年4月23日 - 27日、CBGKシブゲキ!!) - ポック役[101]
- 「恋愛疾患特殊医療機 a-xブラスター」(2025年7月16日 - 20日、六行会ホール) - 姫羽白・シャル・ルマーニュ役[104]
- 舞台『私立シバイベ女学園』 灼熱の課外授業編(2025年8月26日 - 31日、劇場MOMO) - 陽向信愛役(主演)[107]

### 朗読劇
- りーでぃんぐ☆ぱーてぃーvol.9（2021年2月27日・28日、コフレリオ新宿シアター）[150]
  - 「アイドルだっていろいろあるんだよ」 - 萩野月和子（27日）、鈴川智子（28日） 役
  - 「歌舞伎町の嬢王」 - 早百合（27日）、穂乃果（28日） 役
- 魔銃ドナー リーディング・トラックス（2021年7月1日 - 4日、シアターKASSAI） - 御船彼岸子 役[41]
- なななななな（2022年7月27・28日、シアターサンモール） - モロゾフ 役[56]
- 箱庭同窓会（2022年10月7日・8日・10日、アトリエファンファーレ高円寺） - 川口菫 役[62]
- 転生したら大恐竜時代でオワタ。〜ジュラ紀で絶望編〜（2023年3月3日 - 5日、参宮橋トランスミッション） - ヴェロキラっぴ 役[67]
- 朗読劇『異世界転生したら大恐竜時代でオワタ。〜氷河期で奮闘編〜』(2023年6月30日・7月1日、コフレリオ新宿シアター) - ユタラプっぴ役[72]
- 朗読劇『シアター 』再演（2024年5月15日・16日・19日、シアター風姿花伝） - 白石すみれ 役、ふうこ 役[87]

### ライブ
- アサルトリリィ「リリィコレクション2023 御台場女学校 with 私立ルドビコ女学院」(2023年8月26・27日、大手町三井ホール) ‐ 梢・ウェスト役[75]
- ［MISHIMALIVE♡Vol.1〜みしまちゃんpresents〜］(2024年4月13日、＃chord_)[86]
- ［MISHIMALIVE♡vol.4］(2024年10月6日、ブルースクエア四谷)[92]
- ［MISHIMALIVE♡vol.5］(2024年12月19日、SHIBUYA TAKE OFF 7)[95]
- ［MISHIMALIVE♡vol.6］(2025年1月13日、BUZZ LIVE渋谷)[96]
- ［MISHIMALIVE♡vol.8］(2025年3月2日、CHIC HALL SHIBUYA)[99]
- ［MISHIMALIVE♡vol.9］(2025年3月23日、＃chord_)[100]
- 「みっさっとみんなのぴょん祭り」(2025年5月5日、BUZZ LIVE 渋谷)
- 「おはようエレメンタリー定期ライブvol.2」(2025年5月24日、BUZZ LIVE 渋谷)
- 「おはようエレメンタリー定期ライブvol.5～みすずちゃん生誕祭～」(2025年8月11日、BUZZ LIVE 渋谷)
- 『みっさっとみんなのぴょん祭り♡12歳になるんだよ、ね？♡』(2025年9月6日、CHIC HALL SHIBUYA)

### イベント
- りーぱ♡あふたーとーく＆らいぶ（2021年3月6日、四谷Lotus）
- 「アサルトリリィ・私立ルドビコ女学院・御台場女学校」トークショー（2021年12月3日・5日、中野ザ・ポケット）[47]
- 舞台『貘の皮を剥ぐ』後夜祭（2021年11月23日、SIBUYA TAKE OFF 7）[46]
- メイホリックトークショー2022夏（2022年7月23日、#chord_）[54]
- ワンダーフェスティバル2022[夏] アゾンインターナショナルブース 御台場女学校トークショー（2022年7月24日、幕張メッセ国際展示場）[55]
- 小山会～初陣～第2部（2022年9月11日、mismatch池袋）[58]
- 「若手女優達がトークしたりするイベント」ネイキッドロフト横浜編 vol.29（2022年9月22日、Naked Loft Yokohama）[60]
- メイホリックプチ運動会（2022年9月23日、＃chord_）[61]
- 「アサルトリリィ・私立ルドビコ女学院・御台場女学校」上映会＆トークショー（2022年12月21日・24日、中野ザ・ポケット）[63]
- 第1回オワタ。祭り（2023年4月16日、SHIBUYA TAKE OFF 7）[68]
- 『舞台 アサルトリリィ　私立ルドビコ女学院・御台場女学校　展示会「Lily Memory」』トークショー(2023年6月28日、渋谷ギャラリールデコ)[71]
- 第3回 オワタ。祭り(2023年7月8日、SHIBUYA TAKE OFF 7)[73]
- 舞台「アサルトリリィ」上映会＆トークショー(2023年10月17日・23日、中野ザ・ポケット)[81]
- 「『わんわん大集合！VOL.5』わんダフルバースデー2025」(2025年6月14日、フォルテ・オクターヴハウス)[103]
- 「恋愛疾患特殊医療機 a-xブラスター」ビフォアトークイベント(2025年7月4日、バルスタジオ)、アフタートークイベント(2025年7月25日、バルスタジオ)
- 『アサルトーーク！！～アサルトリリィを語りつくそう〜』(2025年8月10日、東京都立産業貿易センター浜松町館)

### ゲーム
- ガールズXバトル2 - ヘルメス 役[151]

### CM
- JA全農長野 長野米（2020年 - ）

### テレビ
- ライブB♪（2018年、TBS）

- おはスタ（2018年、テレビ東京）

- 西川貴教の僕らの音楽（2019年、フジテレビONE/TWO/NEXT）

- この指と～まれ！season3（2019年、フジテレビ）

- カワイク大爛闘！バトルロアイドル（2020年、CS日テレ）

### ラジオ
- music marchiё（2019年、BSCラジオ）

- GIRLS A GOGO（2020年、BSCラジオ）

### インターネットメディア
- はちみつロケットの8時まではちロケ（2017年 - 2020年）
- GARNIER_TV『太陽系放送局-SSBC-』第9・10回（2021年7月12日・26日、YouTube）
- スタダ声優部公式channel『澪の語つくし』＃1 - 3（2021年1月29日・8月18日・9月2日、YouTube）
- スタダ声優部公式channel【初ゲーム配信!25歳になった新人声優『有沢澪風!空気読めるよなァ!?』】(2025年6月2日、YouTube)

### 注
1. ↑  オフィシャルブログ「羽ばたけ 3B junior」 栗本柚希 2015/12/30
2. 1 2  オフィシャルブログ「羽ばたけ 3B junior」澪風　2014/11/9
3. ↑  オフィシャルブログ「羽ばたけ 3B junior」澪風 2018/12/8
4. ↑  オフィシャルブログ「羽ばたけ 3B junior」澪風 2015/1/16
5. ↑  3B junior Official Website フォトリポート 2015/6/8
6. ↑  3B junior Official Website フォトリポート 2016/6/11
7. ↑  オフィシャルブログ「羽ばたけ 3B juinior」 澪風 2016/9/6
8. ↑  3B junior Official Website フォトリポート 2016/12/14
9. ↑  オフィシャルブログ「羽ばたけ 3B junior」澪風　2017/3/10
10. 1 2  オフィシャルブログ「羽ばたけ 3B junior」澪風　2017/10/27
11. ↑  3B junior Official Website フォトリポート 2018/2/4
12. 1 2 3 4 5 6  はちみつロケットオフィシャルサイト
13. ↑  はちみつロケットオフィシャルブログ　澪風　2018/4/1
14. ↑  はちみつロケットオフィシャルブログ　澪風　2018/6/9
15. ↑  はちみつロケットオフィシャルブログ　澪風　2018/6/11
16. ↑  はちみつロケットオフィシャルサイト NEWS 2018/6/25
17. ↑  STARDUST PLANET MOBILE　TOPICS（2018年5月14日）
18. ↑  はちみつロケット公式ツイッター　2018/10/28
19. 1 2 3  ニコニコ動画 !!初投稿!!【みふう】Mrs.pumpkinの滑稽な夢 を猫の如く【踊ってみた】 2018/10/31
20. 1 2  アメフラっシ公式ツイッター　2018/11/3
21. ↑  はちみつロケットオフィシャルブログ　澪風　2019/1/14
22. ↑  はちみつロケットオフィシャルサイト　ニュース　2019/1/13
23. ↑  はちみつロケットオフィシャルサイト NEWS 2018/11/27
24. ↑  はちみつロケットオフィシャルブログ　澪風　2019/6/2
25. ↑  はちみつロケットオフィシャルブログ　澪風　2019/6/22
26. 1 2  はちみつロケットオフィシャルブログ　澪風　2019/6/28
27. ↑  ニコニコ動画【ラジオっぽいの】みふみふラジオ #1【みふう】2019/7/24
28. ↑  はちみつロケットオフィシャルブログ　澪風　2019/8/29
29. ↑  はちみつロケットオフィシャルブログ　澪風　2019/10/15
30. ↑  ニコニコ動画　【ニコ生】みふみふラジオ#3【みふう】2019/12/4（2019/10/30生放送のアーカイブ）
31. 1 2  はちみつロケットオフィシャルブログ　澪風　2020/3/23
32. ↑  スターダストプロモーション　澪風
33. ↑  YouTubeチャンネル『スタダ声優部公式channel』開設記念生放送 2020/7/19
34. ↑  Twitter　有沢澪風
35. ↑  Twitter 有沢澪風 2020/11/9
36. ↑  YouTube スタダ声優部公式channel 【有沢澪風】澪の語つくし 2021/1/29
37. ↑  Twitter　ドリームクリエイション　2021/3/7
38. ↑  amebaブログ　爆走おとな小学生　公式ブログ　2021/2/26
39. ↑  amebaブログ　爆走おとな小学生　公式ブログ　2021/3/11
40. ↑  Twitter　下北FM　2021/4/30
41. 1 2  Twitter　有沢澪風　2021/6/7
42. ↑  YouTube スタダ声優部公式channel 「澪の語つくし」＃2
43. 1 2  Twitter　ピウス・公式アカウント　2021/3/18
44. 1 2  Twitter　劇団おねがいシスターズ　2021/9/1
45. 1 2  amebaブログ　演劇ユニット【メイホリック】　2021/10/30
46. 1 2  amebaブログ　演劇ユニット【メイホリック】　2021/11/8
47. 1 2  amebaブログ　ピウス公式ブログ　2021/10/24
48. 1 2  amebaブログ　爆走おとな小学生　公式ブログ　2021/11/27
49. ↑  Twitter　【公式】ガールズXバトル2　2022/1/21
50. 1 2  amebaブログ　ピウス公式ブログ　2021/11/14
51. ↑  amebaブログ　ピウス公式ブログ　2022/4/10
52. 1 2  Twitter　舞台「トレーディングライフ」【公式】　2022/1/30
53. 1 2  amebaブログ soft-boiled1 2022/5/21
54. 1 2  amebaブログ　演劇ユニット【メイホリック】　2022/6/29
55. 1 2  アゾンインターナショナル　アゾンニュース　2022/7/15
56. 1 2  amebaブログ　爆走おとな小学生　公式ブログ　2022/6/29
57. 1 2  TUFF STUFF　2022年『日之出神社に夜は来ない』
58. 1 2  Twitter　小山会official　2022/8/16
59. ↑  Twitter　有沢澪風　2022/9/11
60. 1 2  Twitter　NAKED LOFT YOKOHAMA　2022/9/7
61. 1 2  amebaブログ　演劇ユニット【メイホリック】　2022/9/12
62. 1 2  amebaブログ　演劇ユニット【メイホリック】　2022/9/17
63. 1 2  amebaブログ ピウス公式ブログ 2022/10/20
64. 1 2  LIVEDOG GIRLS「レディ・ア・ゴーゴー!!2022」
65. 1 2  amebaブログ ピウス公式ブログ 2022/11/13
66. ↑  Twitter 播磨かな 2023/2/6
67. 1 2  amebaブログ 恐竜擬人化プロジェクト-オワジュラ- 2023/2/2
68. 1 2  amebaブログ 異世界転生したら大恐竜時代でオワタ。-オワジュラ- 2023/3/31
69. 1 2  人狼 ザ・ライブプレイングシアター #48:WITCH III 星降る夢と13人の魔女 2023/3/15
70. ↑  下北FM 2023/5/25
71. 1 2  アサルトリリィ舞台 NEWS 2023/6/15
72. 1 2  amebaブログ 異世界転生したら大恐竜時代でオワタ。-オワジュラ- 2023/6/3
73. 1 2  amebaブログ  「異世界転生したら大恐竜時代でオワタ。」-オワジュラ-  2023/6/26
74. ↑  下北FM 2023/8/17
75. 1 2  アサルトリリィ 舞台 NEWS 2023/6/18
76. 1 2  Studio K'z　「正典・まなつの銀河に雪のふるほし」
77. ↑  下北FM　2023/9/28
78. ↑  X　長野県町村会　信州58町村収穫祭めぐり　2023/9/21
79. ↑  X　大桑村観光協会　2023/9/29
80. ↑  X 長野県町村会 信州58町村収穫祭めぐり 2023/10/10
81. 1 2  アサルトリリィ 舞台 NEWS 2023/8/27
82. ↑  amebaブログ　演劇ユニット【メイホリック】　2023/10/5
83. ↑  X　長野県町村会　信州58町村収穫祭めぐり　2023/10/15
84. 1 2  amebaブログ　爆走おとな小学生　公式ブログ　2023/11/1
85. 1 2  Studio K'z「魔銃ドナーTestament」
86. 1 2  X　爆走おとな小学生　2024/3/12
87. 1 2  X 爆走おとな小学生 2024/4/16
88. ↑  X　天竺生地　2024/5/19
89. 1 2  舞台アサルトリリィ　2024/5/22
90. ↑  X 天竺生地 2024/7/29
91. 1 2  Studio K'z 「終わらない歌を少女はうたう～エターナルメロディー～2024」
92. 1 2  X　MISHIMALIVE♡　2024/9/4
93. ↑  X 天竺生地 2024/9/6
94. 1 2  舞台「月よ女王に嗤え」　2024/8/23
95. 1 2  X　MISHIMALIVE♡　2024/11/10
96. 1 2  X MISHIMALIVE♡ 2024/12/19
97. ↑  X　天竺生地　2024/12/27
98. 1 2  Studio K'z 2024/12/23
99. 1 2  X　MISHIMALIVE♡　2025/2/2
100. 1 2  X　MISHIMALIVE♡　2025/2/20
101. 1 2  amebaブログ　クリエイティブユニット　ソフトボイルド　2025/2/28
102. ↑  X　スターダストプロモーション声優部公式　2025/5/29
103. 1 2  X　HAPPY DOG PLANNING　2025/5/19
104. 1 2  X　萬腹企画　2025/5/17
105. ↑  X　二川二水＠アサルトリリィ原作公式　2025/7/19
106. ↑  X　おはようエレメンタリー公式　2025/7/14
107. 1 2  X　SFIDA ENTERTAINMENT　2025/7/4
108. ↑  X　爆走おとな小学生　2025/8/4
109. ↑  オフィシャルブログ「羽ばたけ 3B junior」澪風 2016/11/27
110. ↑  はちみつロケット 公式Twitter 2018/7/18
111. ↑  はちみつロケットオフィシャルブログ 澪風 2018/9/10
112. ↑  ニコニコ動画 【みふう】六兆年と一夜物語 を猫の如く【踊ってみた】2018/11/14
113. ↑  ニコニコ動画 【みふう】猫の如く[A]ddiction 【踊ってみた】2018/11/28
114. ↑  ニコニコ動画　【ヒメヒナMV】「劣等上等」歌ってみた【本気モード入った】
115. ↑  ニコニコ動画　【みふう】劣等上等 を猫の如く【踊ってみた】　2018/12/12
116. ↑  ニコニコ動画　【みふう】ELECT を猫の如く【踊ってみた】　2018/12/26
117. ↑  ニコニコ動画 【みふう】極楽浄土 を猫の如く【踊ってみた】 2019/1/9
118. ↑  ニコニコ動画【みふう】☆試験勉強中に☆幸せになれる隠しコマンドがあるらしい を猫の如く【踊ってみた？】2019/1/23
119. ↑  ニコニコ動画　脱法ロック　歌ってみた【そらる×まふまふ】
120. ↑  ニコニコ動画【みふう】脱法ロック を猫の如く（？）【踊ってみた】2019/2/6
121. ↑  ニコニコ動画　金曜日のおはよう-another story-　歌ってみた　ver.鎖那
122. ↑  ニコニコ動画　【みふう】金曜日のおはよう-another story- を猫の如く【踊ってみた】　2019/2/15
123. ↑  【96猫】乙女解剖を歌ってみた
124. ↑  ニコニコ動画　【オリジナル振付】【みふう】乙女解剖 を猫の如く【踊ってみた】2019/5/22
125. ↑  ニコニコ動画　【みふう】すーぱーぬこわーるど を猫の如く【踊ってみた】2019/6/1
126. ↑  ニコニコ動画　【ダンス練習用】【反転】乙女解剖 オリジナル振付【みふう】　2019/6/14
127. ↑  ニコニコ動画　吹 っ 切 れ た【みふう】がおちゃめ機能 を猫の如く【踊ってみた】　2019/8/9
128. ↑  ニコニコ動画　【みふう】パンダヒーロー を猫の如く【踊ってみた】2019/8/23
129. ↑  ニコニコ動画【みふう】ゴーゴー幽霊船 を猫の如く【踊ってみた】2019/10/31
130. ↑  ニコニコ動画　【みふう】第三次プリン戦争 を猫の如く【踊ってみた】　2019/11/15
131. ↑  ニコニコ動画　【みふう】スイートマジックを猫の如く【踊ってみた】　2019/12/30
132. ↑  ニコニコ動画【みふう】威風堂々 を猫の如く【踊ってみた】2020/1/13
133. ↑  ニコニコ動画　【みふう】LaLaL危 を猫の如く【踊ってみた】　2020/2/14
134. ↑  ニコニコ動画【男装】【みふう】 LaLaL危を猫の如く【踊ってみた】2020/3/14
135. ↑  ニコニコ動画【みふう】きょうもハレバレ を猫の如く【踊ってみた】2020/4/16
136. ↑  STARDUST PLANET オフィシャルブログ 澪風 2018/9/7
137. ↑  オフィシャルブログ「羽ばたけ 3B junior」澪風 2015/7/11
138. 1 2  オフィシャルブログ「羽ばたけ 3B junior」澪風 2017/1/18
139. ↑  オフィシャルブログ「羽ばたけ 3B junior」澪風 2016/5/21
140. ↑  USTREAM 「はちみつロケットの8時まではちロケ丼」　2018/4/11
141. 1 2 3  オフィシャルブログ「羽ばたけ 3B junior」澪風 2014/11/21
142. ↑  オフィシャルブログ「羽ばたけ 3B junior」澪風 2015/6/5
143. 1 2 3 4  オフィシャルブログ「羽ばたけ 3B junior」澪風 2017/7/6
144. ↑  Twitter　有沢澪風　2022/7/11
145. ↑  YouTube「はちみつロケットのはちカラ丼」　2019/5/13
146. ↑  YouTube「はちみつロケットのはちカラ丼」　2019/5/30
147. ↑  X　mysta公式アカウント　2024/11/22
148. ↑  Twitter　爆走おとな小学生　2020/11/14
149. ↑  X メイホリック 2023/10/29
150. ↑  Twitter　有沢澪風　2021/2/9
151. ↑  Twitter　【公式】ガールズXバトル2　2022/1/13